# 警視廳 特務部 特殊凶惡犯對策室 第七課 -特7-
《警視廳 特務部 特殊凶惡犯對策室 第七課 -特7-》（日语：警視庁 特務部 特殊凶悪犯対策室 第七課 -トクナナ-）是由日本動畫公司Anima&company所製作的原創電視動畫。

## 劇情大綱
在 2X19 年的東京出現了沉迷於過去存在的「龍」的力量，為了追求龍之力進行犯罪的組織「NINE」，他們策劃各種惡性事件計畫顛覆世界。為了對抗 NINE，警視廳組建了集合各個領域專家的對策室，這個對策室就是「警視廳 特務部 特殊凶惡犯對策室 第七課」，簡稱特七。
雖然理論上特七的成員個人能力應該非常優秀，但特七卻被人私底下稱為飯桶集團。故事的主角七月清司是配屬到特七的新人刑警，面對個性突出的特七成員，七月清司一邊被他們捉弄一邊積極向前解決 NINE 相關的事件，在解決各種困難案件中，尋找自己所相信的正義。

## 登場角色
七月清司（聲：下野紘）
一之瀨栞（聲：津田健次郎）
二條孔雀（聲：鈴木達央）
四季彩紅音（聲：甲斐田裕子）
貝爾梅爾·桑克（聲：小澤亞李）
遠藤六輔（聲：乃村健次）
桐生院左近零衛門（聲：森川智之）

## 主題歌
片頭曲
主唱：OLDCODEX，作詞：YORKE，作曲：Ta 2，編曲：eba
片尾曲
主唱：SCREEN mode，作詞，作曲，編曲：太田雅友